# Invocation (The X-Files)
«Invocation» es el quinto episodio de la octava temporada de la serie de televisión de ciencia ficción estadounidense The X-Files. Se estrenó en la cadena Fox el 3 de diciembre de 2000. El episodio fue escrito por David Amman y dirigido por Richard Compton. «Invocation» es una historia del «monstruo de la semana», desconectada de la mitología más amplia de la serie. El episodio recibió una calificación Nielsen de 8,2 y fue visto por 13,9 millones de espectadores. En general, el episodio recibió críticas mixtas de los críticos.
La serie se centra en los agentes especiales del FBI Dana Scully (Gillian Anderson) y su nuevo compañero John Doggett (Robert Patrick) -después de la abducción extraterrestre de su antiguo compañero, Fox Mulder (David Duchovny)- que trabajan en casos relacionados con lo paranormal, llamados expedientes X. En este episodio, un niño pequeño reaparece misteriosamente después de haber sido secuestrado durante diez años. Sin embargo, no ha envejecido nada después de su desaparición. Aunque el caso despierta recuerdos dolorosos para Doggett, se sospecha que el niño no es todo lo que parece.
«Invocation» presentaría tanto el personaje de Luke Doggett, el hijo fallecido de John Doggett, como un arco narrativo que involucra a su padre tratando de resolver su asesinato. La mayor parte del episodio fue filmado en Pasadena, California.

## Argumento
En 1990, Billy Underwood desaparece en una feria escolar en Dexter, Oklahoma. Diez años más tarde, la madre de Billy, Lisa Underwood (Kim Greist), es llamada a la escuela primaria local. Se entera de que Billy ha reaparecido misteriosamente en la escuela, pero no parece haber envejecido en la década que estuvo desaparecido.
Dana Scully (Gillian Anderson) y John Doggett (Robert Patrick) llegan a la comisaría para ver a Billy. Doggett entrevista al niño, que parece ser mudo. En un intento por hacer hablar a Billy, Doggett le oculta su mochila. Esto enfurece a Lisa y lleva a Scully a cuestionar la pericia de Doggett en los casos de secuestro de niños. Scully sugiere que Billy es un abducido extraterrestre, pero Doggett cree que Ronald Purnell (Rodney Eastman), un delincuente local, puede haber estado involucrado en la desaparición del niño. Doggett interroga a Purnell, quien expresa su confusión cuando el agente sugiere que se reúna con Billy. Mientras Doggett se sienta en su auto, saca una foto de su hijo fallecido, Luke.
Cuando Billy regresa a casa, su hermano y su padre están inquietos por su presencia; Lisa está ciega a estos problemas. Mientras Lisa y su marido discuten sobre Billy, él entra en la habitación de su hermano con un cuchillo. Lisa encuentra un cuchillo ensangrentado en la cama de su hermano a la mañana siguiente, aunque el niño está ileso. Billy está de pie en la habitación mirando a Josh. El análisis forense muestra que la sangre es de Billy, aunque no hay heridas en él. El cuchillo lleva un símbolo que Billy dibujó mientras era interrogado por Doggett, que también fue dibujado por un investigador psíquico diez años antes. Mientras tanto, Cal Jeppy aparece en el remolque de Purnell y lo molesta. Purnell va al bosque y desentierra un cráneo. Más tarde, Jeppy chantajea a Purnell para que guarde silencio por algo relacionado con Billy.
Scully y Doggett traen a la psíquica, Sharon Pearl (Maggie Baird), para que conozca a Billy. Después de tocar a Billy, Pearl dice que siente fuerzas poderosas actuando a través de él, y que también siente emanaciones de Doggett. Luego sufre un ataque y se forma en su frente el misterioso símbolo. Más tarde Scully y Doggett notan que Purnell se dirige a la casa de los Underwood. Purnell entra en pánico cuando ve a Billy en su auto, pero después de una corta persecución, Purnell es arrestado. Los agentes no encuentran a Billy en el vehículo. En otro lugar, Josh Underwood es secuestrado en una gasolinera mientras miraba un remolque para caballos. El símbolo aparece en el remolque.
Luego de ser interrogado por Doggett, Purnell confiesa haber secuestrado a Billy en 1990 en nombre de otra persona. Doggett reconoce que Purnell también fue una víctima, y con suficiente insistencia, obtiene un nombre: Cal Jeppy. La policía y los dos agentes del FBI van a la casa de Jeppy y encuentran a Josh en un compartimiento bajo el piso de su remolque para caballos. Doggett persigue a Jeppy en el bosque, lo atrapa y descubre el cráneo de Billy que Purnell desenterró antes. Mientras los Underwood se paran sobre la tumba poco profunda de su hijo muerto hace mucho tiempo, Doggett lamenta la incapacidad para explicar el desenlace del caso; Scully razona que el cuerpo es explicación suficiente y que lo importante es que Josh Underwood fue salvado del mismo destino.

## Producción

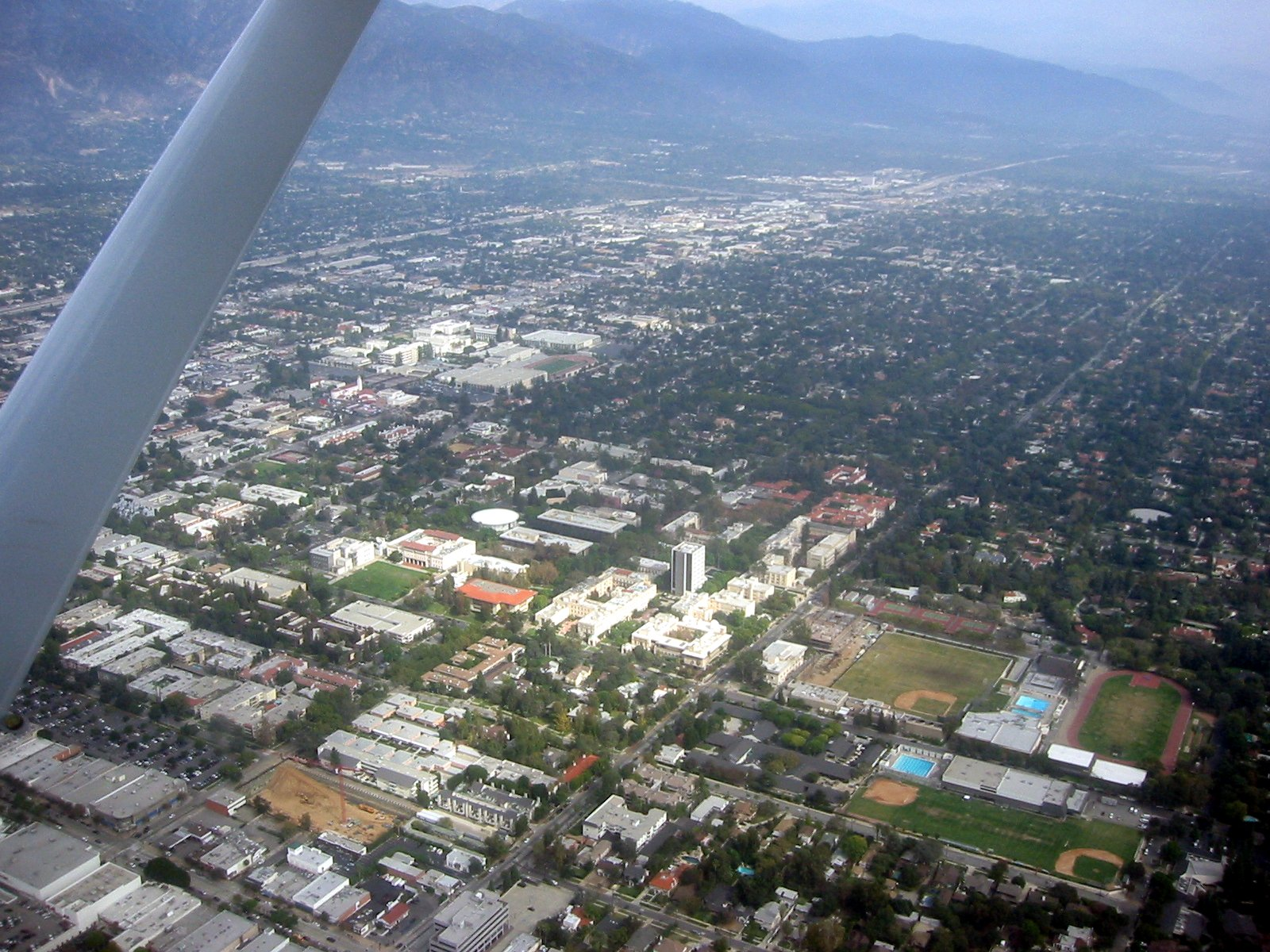
Varias de las escenas del episodio fueron filmadas en Pasadena, California.

«Invocation» fue escrito por el productor David Amann y marcó su quinta contribución de escritura en la serie. «Invocation» fue el primero de dos episodios de The X-Files dirigidos por Richard Compton; más tarde pasaría a dirigir el episodio posterior de la octava temporada «Medusa». Aunque el episodio fue el quinto emitido en la temporada, en realidad fue el sexto filmado, como lo demuestra su número de producción. La mayor parte del episodio fue filmado en Pasadena, California. Muchos de los extras del episodio audicionaron a través de General Casting, una agencia de casting.
En el episodio, un psíquico le dice a Doggett que su propio hijo fue secuestrado y asesinado; así, «Invocation» marcaría la primera aparición de Luke Doggett, el hijo de John. La historia de Luke se convertiría en un arco con Doggett tratando de averiguar la verdad sobre el asesinato de su hijo. Robert Patrick señaló que «[“Invocation” comenzó] un arco muy importante, porque comienzas a ver la vulnerabilidad del personaje de Doggett, lo que lo impulsa. Ahí es donde nos damos cuenta por primera vez de que algo le sucedió. Hay una tragedia involucrada con él».
La canción que Ronald Purnell le cantó a Billy para mantenerlo callado y que apareció como un mensaje enmascarado en la grabadora de Scully es una canción de cuna tradicional afroamericana del sur de Estados Unidos llamada «All the Pretty Horses».

## Recepción
«Invocation» se emitió por primera vez en Fox el 3 de diciembre de 2000. El episodio obtuvo una calificación Nielsen de 8,2, lo que significa que fue visto por el 8,2% de los hogares estimados de la nación. El episodio fue visto por 8,27 millones de hogares, y por 13,9 millones de espectadores. El episodio se clasificó como el episodio número 41 más visto durante la semana que finalizó el 3 de diciembre. Fox promocionó el episodio con el lema «¿Cómo puede desaparecer un niño durante diez años... y no envejecer ni un solo día? Esta noche, el milagro de una familia puede ser un regalo del infierno».
La escritora de Television Without Pity, Jessica Morgan, calificó el episodio con una B− y, a pesar de los elogios moderados, terminó su reseña con la declaración: «Extraño a Mulder». Zack Handlen de The A.V. Club le otorgó al episodio una «B–», y escribió que es «una buena entrada que no se olvida por completo gracias a algunas tomas memorables [...] y algunas bromas decentes de Scully/Doggett». Handlen tenía sentimientos encontrados hacia la historia de fondo de Doggett, señalando que su introducción «empuja al personaje de maneras que socavan algunos de sus rasgos más fuertes».
Robert Shearman y Lars Pearson, en su libro Wanting to Believe: A Critical Guide to The X-Files, Millennium & The Lone Gunmen, calificaron el episodio con dos estrellas y media de cinco. Los dos elogiaron la capacidad de Amman para «provocar reacciones del mundo real a partir de situaciones fantásticas». Sin embargo, Shearman y Pearson discreparon con la forma en que se extrapoló la historia de fondo de Doggett. Señalaron que Doggett había sido retratado, hasta el momento de la serie, como un personaje «sólido y confiable». Sin embargo, «Invocation» lo ve «[romper] el protocolo y [comportarse] como un matón» debido a un caso que recuerda al de su hijo fallecido, una situación que, razonan los autores, es demasiado similar a la de Mulder y su propia búsqueda de la verdad acerca de su hermana, Samantha. Paula Vitaris de Cinefantastique le dio al episodio una crítica mixta y le otorgó dos estrellas de cuatro. Vitaris escribió sin rodeos: «“Invocation” es una obra maestra, pero solo si la calificas en una curva de campana de “Roadrunners”». Ella continuó, llamándolo «un independiente común y corriente, una combinación de “Revelations” y “The Calusari”»